# Слика Доријана Греја (филм из 1945)
Слика Доријана Греја (енгл. The Picture of Dorian Gray) је амерички натприродни хорор-драмски филм из 1945. године, режисера и сценаристе Алберта Левина, заснован на истоименом роману Оскара Вајлда. Главне улоге у филму тумаче Џорџ Сандерс, Херд Хатфилд, Дона Рид, Анџела Ленсбери, Питер Лофорд и Лоуел Гилмор. Радња прати Доријана Греја, младог хедонисту који некако током година успева да очува своју младалачку лепоту, али његов портрет постепено почиње да одражава његову унутрашњу ружноћу.
Иако је снимљен првенствено у црно-белој техници, филм садржи четири Техниколор уметка Доријановог портрета у боји. Филм је био номинован за три Оскара, а победио је у категорији за најбољу црно-белу фотографију. Анџела Ленсбери је за своју улогу освојила награду Златни глобус за најбољу споредну глумицу. Амерички филмски институт је 2001. сместио Слику Доријана Греја на 86. место своје листе „100 година АФИ-ја... 100 трилера”.

## Радња
Док позира за портрет свом пријатељу Базилу Холварду, згодни млади аристократа Доријан Греј упознаје Базиловог пријатеља лорда Хенрија Вотона. Хенри убеђује Доријана да је једини вредан живот онај посвећен задовољству, јер „оно што богови дају брзо одузимају”. Размишљајући о овоме, Доријан жели да његов портрет остари уместо њега. Он зажели ову жељу у присуству кипа египатске мачке која наводно поседује магијске моћи.
Након што је безочно раскинуо веридбу са гостионичком певачицом Сибил Вејн, Доријан открива да је портрет почео да се мења и пита се да ли му се жеља можда остварила. Портрет закључава у својој старој соби из детињства и, да би осигурао да нико никада не сазна за њега, отпушта слуге које су му помогле да га премести. Након што сазна да је Сибил извршила самоубиство, Доријан постаје све посвећенији грешном и бездушном животу.
Годинама касније, Доријан је сада у својим четрдесетим, али још увек изгледа као 22-годишњак. Лондонско друштво је задивљено његовим непроменљивим изгледом. Портрет је остао закључан, а Доријан држи једини кључ. Током година, портрет младог, згодног Доријана Греја изобличио се у одвратно, демонско створење које одражава његове бројне грехе. Када Базил види његову слику, Греј убија свог пријатеља и закључава његово тело у соби поред портрета, а затим уцењује свог пријатеља, Алена Кембела, да га се реши. Кембел, избезумљен због своје улоге у уништавању Базиловог леша, касније извршава самоубиство.
Доријан започиње везу са Базиловом нећаком, Гледис. Џејмс Вејн, Сибилин брат, прати Греја до његовог сеоског имања да би се осветио за Сибилину смрт, али случајно је устрељен током лова.
Доријан очајава због свог погубног утицаја на друге и схвата да може да поштеди Гледис од несреће тако што ће је оставити. Након што је Гледис послао писмо којим је прекинуо њихову веридбу, Доријан се суочава са својим портретом и види суптилно побољшање. Он забија нож у срце портрета, тражећи да прекине чини, али урликне као да је и он лично избоден. Његови пријатељи, схвативши шта се догодило, упадају у закључану собу и открили Греја мртвог поред портрета, а његово деформисано тело сада одражава његове грехе у физичком облику. Насупрот томе, портрет још једном приказује Доријана Греја као младог, невиног човека.

## Улоге
| Глумац             | Улога             |
| ------------------ | ----------------- |
| Џорџ Сандерс       | лорд Хенри Вотон  |
| Херд Хатфилд       | Доријан Греј      |
| Дона Рид           | Гледис Холвард    |
| Анџела Ленсбери    | Сибил Вејн        |
| Питер Лофорд       | Дејвид Стоун      |
| Лоуел Гилмор       | Базил Холвард     |
| Ричард Фрејзер     | Џејмс Вејн        |
| Даглас Волтон      | Ален Кембел       |
| Мортон Лоури       | Адријан Синглтон  |
| Мајлс Мандер       | сер Роберт Бентли |
| Лидија Билбрук     | госпођа Вејн      |
| Мери Форбс         | леди Агата        |
| Роберт Грег        | сер Томас         |
| Мојна Макгил       | војвоткиња        |
| Анита Шарп-Болстер | леди Харборо      |
| Били Беван         | Малволио Џоунс    |
| Лилијан Бонд       | Кејт              |
| Седрик Хардвик     | наратор           |